# Asienspiele 2006/Badminton
Badminton wurde bei den Asienspielen 2006  in Doha in Katar vom 30. November bis 9. Dezember 2006 gespielt.  

## Medaillengewinner
| Disziplin        | Gold                                                                                       | Silber | Bronze |
| ---------------- | ------------------------------------------------------------------------------------------ | --- | --- |
| Herreneinzel     | Taufik Hidayat                                                                             | Lin Dan | Lee Chong Wei |
| Herreneinzel     | Taufik Hidayat                                                                             | Lin Dan | Lee Hyun-il |
| Dameneinzel      | Wang Chen                                                                                  | Yip Pui Yin | Xie Xingfang |
| Dameneinzel      | Wang Chen                                                                                  | Yip Pui Yin | Hwang Hye-youn |
| Herrendoppel     | Koo Kien Keat Tan Boon Heong                                                               | Luluk Hadiyanto Alvent Yulianto                                                                                     | Markis Kido Hendra Setiawan |
| Herrendoppel     | Koo Kien Keat Tan Boon Heong                                                               | Luluk Hadiyanto Alvent Yulianto                                                                                     | Jung Jae-sung Lee Yong-dae |
| Damendoppel      | Gao Ling Huang Sui                                                                         | Yang Wei Zhang Jiewen                                                                                               | Reiko Shiota Kumiko Ogura |
| Damendoppel      | Gao Ling Huang Sui                                                                         | Yang Wei Zhang Jiewen                                                                                               | Lee Kyung-won Lee Hyo-jung |
| Mixed            | Zheng Bo Gao Ling                                                                          | Xie Zhongbo Zhang Yawen                                                                                             | Sudket Prapakamol Saralee Thungthongkam                                                                                                   |
| Mixed            | Zheng Bo Gao Ling                                                                          | Xie Zhongbo Zhang Yawen                                                                                             | Fairuzizuan Tazari Wong Pei Tty |
| Herrenmannschaft | China Lin Dan Bao Chunlai Chen Jin Fu Haifeng Zheng Bo Guo Zhendong Xie Zhongbo Cai Yun    | Südkorea Shon Seung-mo Jung Jae-sung Park Sung-hwan Lee Yong-dae Hwang Jung-un Hwang Ji-man Lee Jae-jin Lee Hyun-il | Indonesien Sony Dwi Kuncoro Taufik Hidayat Simon Santoso Luluk Hadiyanto Nova Widianto Hendra Setiawan Markis Kido Alvent Yulianto        |
| Herrenmannschaft | China Lin Dan Bao Chunlai Chen Jin Fu Haifeng Zheng Bo Guo Zhendong Xie Zhongbo Cai Yun    | Südkorea Shon Seung-mo Jung Jae-sung Park Sung-hwan Lee Yong-dae Hwang Jung-un Hwang Ji-man Lee Jae-jin Lee Hyun-il | Malaysia Kuan Beng Hong Lee Chong Wei Wong Choong Hann Lin Woon Fui Fairuzizuan Tazari Koo Kien Keat Muhammad Hafiz Hashim Tan Boon Heong |
| Damenmannschaft  | China Zhang Ning Huang Sui Yang Wei Zhang Jiewen Zhang Yawen Zhu Lin Gao Ling Xie Xingfang | Japan Kumiko Ogura Miyuki Maeda Kaori Mori Eriko Hirose Kanako Yonekura Satoko Suetsuna Reiko Shiota                | Südkorea Lee Kyung-won Lee Hyo-jung Hwang Yu-mi Lee Yun-hwa Ha Jung-eun Lee Hyun-jin Hwang Hye-youn Jun Jae-youn                          |
| Damenmannschaft  | China Zhang Ning Huang Sui Yang Wei Zhang Jiewen Zhang Yawen Zhu Lin Gao Ling Xie Xingfang | Japan Kumiko Ogura Miyuki Maeda Kaori Mori Eriko Hirose Kanako Yonekura Satoko Suetsuna Reiko Shiota                | Singapur Li Li Li Yujia Liu Fan Frances Vanessa Neo Yu Yan Jiang Yanmei Xing Aiying Siti Noor Ashikin Shinta Mulia Sari                   |

## Medaillenspiegel
| Platz | Land       | Gold | Silber | Bronze | Gesamt |
| ----- | ---------- | ---- | ------ | ------ | ------ |
| 1     | China      | 4    | 3      | 1      | 8      |
| 2     | Indonesien | 1    | 1      | 2      | 4      |
| 3     | Hongkong   | 1    | 1      | 0      | 2      |
| 4     | Malaysia   | 1    | 0      | 3      | 4      |
| 5     | Südkorea   | 0    | 1      | 5      | 6      |
| 6     | Japan      | 0    | 1      | 1      | 2      |
| 7     | Singapur   | 0    | 0      | 1      | 1      |
| 7     | Thailand   | 0    | 0      | 1      | 1      |